# Tetranycopsis naraniensis
Tetranycopsis naraniensis är en spindeldjursart som beskrevs av Chaudhri, Akbar och Rasool 1974. Tetranycopsis naraniensis ingår i släktet Tetranycopsis och familjen Tetranychidae. Inga underarter finns listade i Catalogue of Life.